# Burundi en los Juegos Paralímpicos de Pekín 2008
Burundi estuvo representado en los Juegos Paralímpicos de Pekín 2008 por tres deportistas masculinos. El equipo paralímpico burundés no obtuvo ninguna medalla en estos Juegos.